# Venda Nova (Amadora)
Venda Nova – dawna parafia (freguesia) gminy Amadora i jednocześnie miejscowość w Portugalii. W 2011 zamieszkiwało ją 8 359 mieszkańców, na obszarze 1,26 km². Od 2013 jest częścią parafii Falagueira-Venda Nova.